# Rieps
Rieps är en kommun och ort i Landkreis Nordwestmecklenburg i förbundslandet Mecklenburg-Vorpommern i Tyskland.
Kommunen ingår i kommunalförbundet Amt Rehna tillsammans med kommunerna Carlow, Dechow, Groß Molzahn, Holdorf, Königsfeld, Rehna, Schlagsdorf, Thandorf, Utecht och Wedendorfersee.